# 잭 타일러

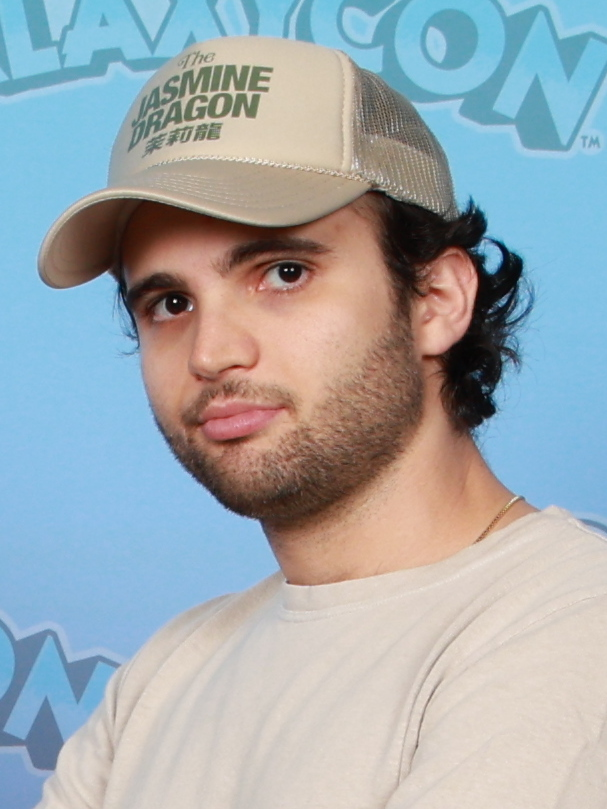

잭 타일러(Zach Tyler Eisen, 1993년 9월 23일 ~ )는 미국의 배우, 성우, 영화배우이다.
스탬퍼드에서 태어났다.

## 방송
- 꾸러기 상상여행 1

## 영화
- 앤트 불리 (2006년) - 소년 루카스 목소리 역
- 아바타: 아앙의 전설 (2005년)
- 힙합 X (2003년)
- 엔트로피 (1999년)